# قطعنامه ۴۸۸ شورای امنیت
قطعنامه ۴۸۸ شورای امنیت سازمان ملل متحد که در تاریخ ۱۹ ژوئن ۱۹۸۱ تصویب شد، سندی بین‌المللی دربارهٔ اسرائیل-لبنان است. این قطعنامه طی نشست ۲٬۲۸۹ام با ۱۲ موافق، ۰ مخالف و ۲ ممتنع تصویب شد.